# Kamienna cisza (powieść)

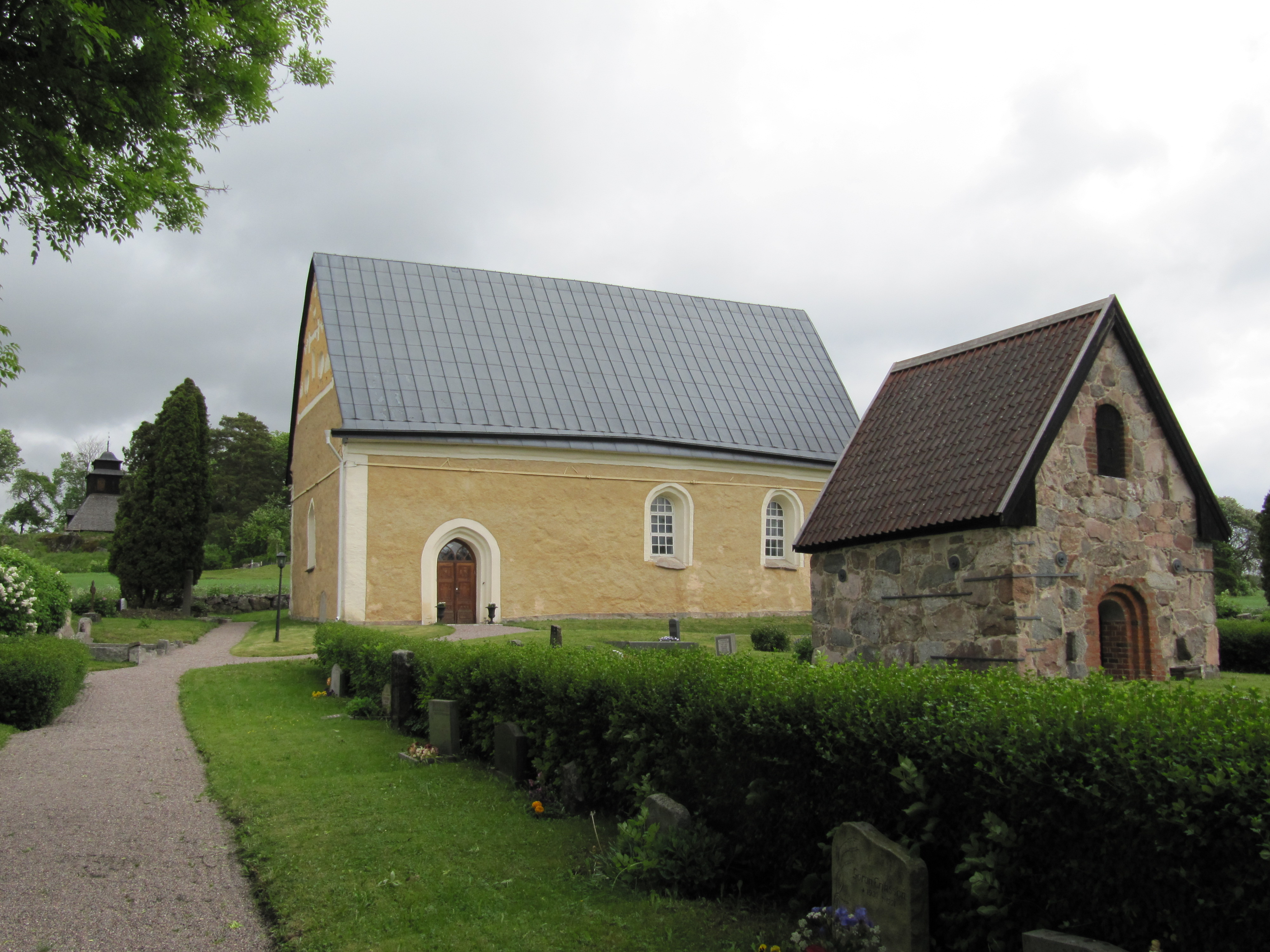
Uppsala-Näs - tutaj potrącono Josefin i Emily

Kamienna cisza (szw. Stenkistan) – powieść kryminalna szwedzkiego pisarza Kjella Erikssona z 2001. Polskie wydanie książki ukazało się w 2014 (tłumaczyła Ewa Chmielewska-Tomczak).

## Treść
Jest trzecią częścią kryminalnej serii z detektyw Ann Lindell z Uppsali. Akcja koncentruje się wokół firmy farmaceutycznej MedForsk posiadającej interesy nie tylko w Szwecji, ale także w Hiszpanii (filia w Maladze). Przeprowadzane są w niej prawdopodobnie nielegalne doświadczenia na zwierzętach (głównie małpach) w celu opracowania nowych leków na chorobę Parkinsona. Na wsi, w Uppsala-Näs, nieznany sprawca śmiertelnie potrącił samochodem Josefin Cederén (żonę Svena-Erika, współwłaściciela MedForsk) wraz z sześcioletnią córką - Emily. Prowadził on część badań nad nowymi medykamentami. Nieco później grupa radykalnych obrońców zwierząt napada na redakcję lokalnej telewizji, protestując przeciwko badaniom na zwierzętach. Część tropów prowadzi również na Dominikanę, gdzie Sven-Erik zakupił dużą działkę w pobliżu granicy z Haiti. Prywatnie Ann zachodzi w ciążę z przygodnym mężczyzną, z którym spędziła jedną noc. Zbiega się to w czasie z pragnieniem jej powrotu do swojego byłego partnera - Edvarda.